# Stornäbbad dunrygg
Stornäbbad dunrygg (Dryoscopus sabini) är en fågel i familjen busktörnskator inom ordningen tättingar.

## Utbredning och systematik
Stornäbbad dunrygg delas in i två underarter:
- Dryoscopus sabini sabini – förekommer från Sierra Leone till södra Nigeria
- Dryoscopus sabini melanoleucus – förekommer från Kamerun och Gabon till Angola och centrala Demokratiska republiken Kongo (Ituri Forest)

## Status och hot
Arten har ett stort utbredningsområde, men tros minska i antal, dock inte tillräckligt kraftigt för att den ska betraktas som hotad. Internationella naturvårdsunionen IUCN listar arten som livskraftig (LC).

## Namn
Fågelns vetenskapliga artnamn hedrar Sir Edward Sabine (1783-1883), general i British Army, astronom, fysiker, polarforskare 1818-1820 och president över Royal Society 1861-1871.